# Ada Adini
Ada Adini-Milliet, née Ada Schillinger à Boston (États-Unis) le 1er mars 1855 et morte à Paris 16e le 22 février 1924, est une soprano américaine d'opéra qui a eu une carrière internationale à partir de 1876, et jusqu'à la première décennie du XXe siècle. 
Elle possédait une grande expressivité dans la voix qui lui a permis de chanter un large éventail de rôles, et qui s'étendait du répertoire soprano colorature aux pièces de soprano dramatique. Elle a fait cinq enregistrements avec Fonotipia Records (en) à Paris en 1905.

## Biographie et carrière
Née Ada Schillingerà Boston, Ada Adini a étudié le chant avec Giovanni Sbriglia et Pauline Viardot à Paris. Elle a épousé le ténor espagnol Antonio Aramburo pendant ses études à Paris. Elle a fait ses débuts professionnels à l'opéra en 1876 à l'opéra de Varèse, en Italie, dans le rôle principal de Dinorah dans Le Pardon de Ploërmel de Giacomo Meyerbeer. Elle chante le rôle de Chimène dans Le Cid, à l'opéra de Paris le 6 mai 1887.
Ada Adini est très présente sur les scènes italiennes. Elle a créé la Walkyrie à la Scala de Milan. Lors de sa passage à Rome, Ascanio écrit dans Le Monde artistique : "Le cri de Brunehilde a valu à Mme Adini une première ovation, et la grande scène des Adieux a été entrecoupée de bravos frénétiques... Mme Adini, depuis qu'elle a créé la Valkyrie à la Scala, — il y a deux ans de cela, — a étudié l'œuvre entière du maître  allemand, elle a chanté à Bologne, dans les concerts  Richard Wagner, Siegfried, le Crépuscule des Dieux, Tristan et Iseult".